# Obariw
Obariw (ukrainisch Обарів; russisch Обаров Obarow, polnisch Obarów) ist ein Dorf in der ukrainischen Oblast Riwne mit etwa 2900 Einwohnern (2001).

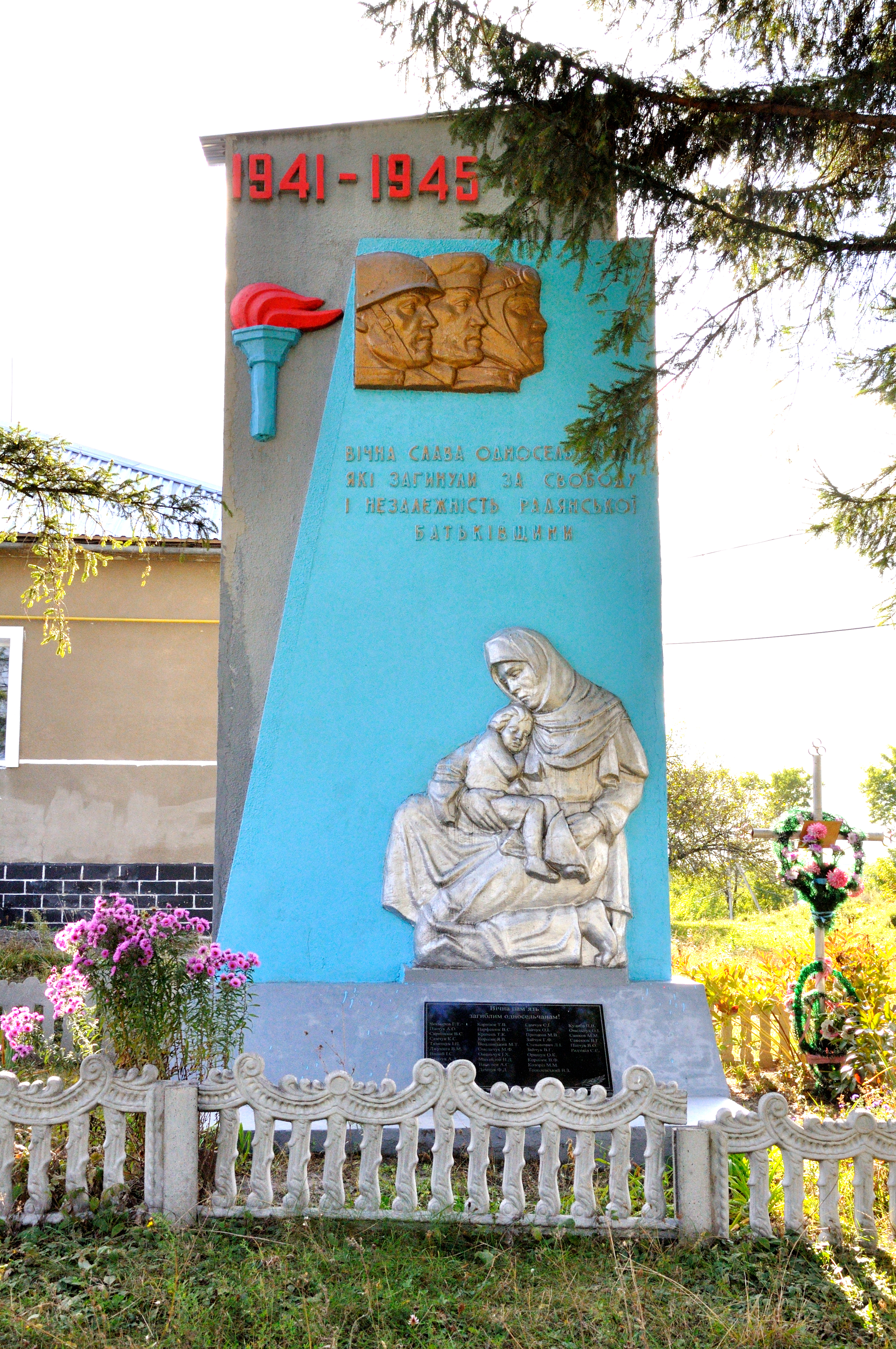
Denkmal für die Gefallenen des Großen vaterländischen Krieges

Das im 15. Jahrhundert gegründete Dorf  gehörte von 1515 bis 1712 zum Kiewer Höhlenkloster.
Die Ortschaft ist ein Vorort vom Rajon- und Oblastzentrum Riwne und liegt 8 km nordwestlich von dessen Innenstadt an der Fernstraße N 22 und der Territorialstraße T–18–06. Obariw besitzt eine Bahnstation an der Bahnstrecke Kowel–Kosjatyn.
Am 12. Juni 2020 wurde das Dorf ein Teil neu gegründeten Landgemeinde Horodok, bis dahin bildete es zusammen mit dem Dorf Stawky (Ставки) die Landratsgemeinde Obariw (Обарівська сільська рада/Obariwska silska rada) im Zentrum des Rajons Riwne.